# ボビー・ティモンズ
ボビー・ティモンズ（Bobby Timmons）ことロバート・ヘンリー・ティモンズ（Robert Henry Timmons、1935年12月19日 - 1974年3月1日）は、アメリカ合衆国のジャズ・ピアニストで作曲家。

## 略歴
牧師の息子として生まれる。
フィラデルフィア音楽院に進学し、最終的にはトレニアーズのもとでリズム・アンド・ブルースを演奏する。
1956年にケニー・ドーハムが率いるジャズ・プロフェッツのメンバーとなり、同年5月のライブで初めて録音を経験した。その後はチェット・ベイカーやソニー・スティット、メイナード・ファーガソンと共演している。世界的に名を揚げたのは、アート・ブレイキーのジャズ・メッセンジャーズのメンバーとしてであった（在籍期間は1958年-1959年および1961年）。1959年から1960年までキャノンボール・アダレイとも共演するが、1960年に再びブレーキーのもとに復帰してアダレイを落胆させた。J・J・ジョンソンとも共演して、自身のトリオを率いることができるようになった。ほかにもハンク・モブレーやリー・モーガン、ドナルド・バード、ケニー・バレル、アート・ファーマー、ペッパー・アダムスの録音において伴奏者に迎えられている。
1974年に肝硬変のため38歳で夭折した。

## 奏法の特色と後世への影響
メリハリの効いた強い打鍵とブロック・コード奏法が特色であり、特にファンキー色の強い曲において持ち味を発揮した。
ティモンズのピアノ奏法は、レッド・ガーランドに受け継がれた。ティモンズはソウル・ジャズのピアニストに位置付けられるが、フレージングにおいては次第にブルースやゴスペル寄りになっていき、レス・マッキャンやラムゼイ・ルイスに影響を与えた。
作曲家としては、ブレイキーに提供した「モーニン（Moanin'）」や「ダット・デア（Dat Dere）」、キャノンボール・アダレイに提供した「ジス・ヒア（This Here）」といったヒット曲を次々と世に送り出している。これらの楽曲はいずれも、ゴスペルに如実に影響されたソウル・ジャズ様式の典型である。